# Blur
Blur je anglická hudební skupina, která vznikla v Londýně roku 1989 původně pod názvem Seymour. Skupinu tvoří zpěvák, doprovodný kytarista a klavírista Damon Albarn, kytarista Graham Coxon, basista Alex James a bubeník Dave Rowntree. V 90. letech tvořila spolu s kapelami Oasis, Pulp, Suede a Elastica žánr, který dostal označení Britpop.

## Historie

### Formace a začátky: 1988-91
V roce 1988 se dlouholetí přátelé od dětství, Damon Albarn a Graham Coxon přihlásili ke studiu na Londýnskou univerzitu Goldsmiths. Albarn v té době už působil ve skupině Circus, ke které se Dave Rowntree připojil jako bubeník ještě v říjnu 1988. Potom co ze skupiny Circus odešel kytarista, skupina požádala Coxona o jeho pomoc. V prosinci 1988 skupinu opustili další dva členové a Alex James se připojil do skupiny jako basista. Ještě téhož prosince skupina změnila svůj název na Seymour. V létě 1989 skupina poprvé uskutečnila živé vystoupení a poté, co si jich v listopadu všiml Andy Ross, zástupce nahrávacího studia Food Records, je chtěl pod svoje nahrávací studio. Název Seymour se nelíbil nahrávacímu studiu a tak skupina musela změnit název. Po vybíraní z návrhů studia, členové vybrali název Blur se kterým v březnu 1990 podepsali nahrávací smlouvu.
Od března do července 1990 cestovali po Británii jako předkapela a zkoušeli hrát nové písničky. Po turné vydali singl She's So High z nadcházejícího alba. V roce 1991, po různých problémech s nedostatkem nápadů, skupina konečně vydala debutové album Leisure, se kterým se dostala do povědomí většiny tehdejších teenagerů.

### Éra Britpopu: 1992-95
Poté, co skupina zjistila, že má dluh £60000, se skupina vydala se singlem Popscene na turné po Americe, aby vydělali nějaké peníze. Avšak turné bylo méně úspěšné než očekávali. Během dvou měsíčního turné se skupina začala cítit podrážděně a propukaly konflikty. Uvažovalo se i o přerušení turné. Během turné začal Albarn psát texty pro další album o Anglii, která všem tak chyběla. Blur se v Americe nikdy příliš neprosadili, nejspíš proto, že Spojené státy opanovala Nirvana.
V prosinci 1992 mělo být vydáno album Modern Life Is Rubbish, které se původně mělo jmenovat Blur vs. America. Nahrávací studio, ale chtělo nějaký větší potenciální hit, který by album uvedl na trh. Kapela se tak opět vydala do studia, kde po nějakém čase dokončili For Tomorrow, který se stal prvním singlem. Album Modern Life Is Rubbish bylo vydáno v květnu 1993. V roce 1994 vydali album Parklife, kterému předcházel velmi úspěšný singl Girls & Boys. Skupinu album dostalo na vrchol slávy. V roce 1995 Blur vyhráli čtyři ocenění BRIT Awards za nejlepší skupinu a album.
Ještě před vydáním alba The Great Escape v roce 1995, rivalové a největší soupeři v takzvaném Battle of Britpop, Blur a Oasis vydávají první singly ve stejný den. Blur s písní Country House porazil singl Roll With It z alba (What's the Story) Morning Glory? v poměru 274,000 ku 216,000 prodaných kopií. Tyto roky jsou označovány jako zlatá éra Britpopu.

### Konec Britpopu: 1996-00
Členové začali mít velice napjaté vztahy a moc se nescházeli. Coxon začal některé členy nesnášet: Jamese pro jeho životní styl playboye a Albarna pro jeho velkou kontrolu nad skupinou a směrem kam ji vede. Coxon začal pít a na protest proti britpopovému stylu života začal poslouchat americké kapely.
Poté, co se skupina usmířila, začala nahrávat nové album. Coxon byl ovlivněn americkou lo-fi hudbou, kterou Albarn začal poslouchat také. První část nahrávání se uskutečnila v Londýně a na zbytek se skupina přesunula na Island. V únoru 1997 bylo vydáno páté album s názvem Blur, kde odklonili od klasického Britpopu a směřovali více k Alternativnímu rocku, Indie rocku a elektronickému zvuku. S albem Blur se znovu dostali na vrchol žebříčků. S nejznámější písní Song 2 vyhráli nespočet ocenění.
V únoru 1998 skupina vydala album Bustin' + Dronin', které obsahovalo remixy jejich písní například od Thurstonona Moorea, Williama Orbita a Mobyho. Skupina byla ohromena prací Williama Orbita, kterého přizvala k nahrávání jejich šestého alba.
V březnu 1999 vydali album s názvem 13, kde hodně experimentovali se zvukem a kde se hlavním námětem alba stal smutek, bezmoc a rozčarování Damona Albarna z rozchodu se zpěvačkou Justine Frischmann ze skupiny Elastica. Písně No Distance Left to Run a Tender, ve kterých Albarn vyznává svou lásku, ale zároveň se snaží zapomenout, se staly hity.

### Rozpad skupiny: 2001-07
Po turné v roce 1999 se členové věnovali svým projektům. Damon Albarn se věnoval animovaným Gorillaz, Graham Coxon svému sólovému projektu a Alex James pracoval s Fat Les. Albarn se začal hlouběji zabývat Africkou hudbou a hudbou ze Středního Východu, toto vše chtěl zapojit i do dalšího plánovaného alba. Na konci roku 2001 se začínalo pracovat na dalším albu Think Tank. Skupina odjela na část nahrávání do Marrákeše v Maroku, kde Albarn zapojil i marocký orchestr. Během nahrávání Graham Coxon opustil skupinu. Coxon se podílel pouze na jediné písni z alba, Battery in Your Leg. Důvodů, proč Coxon opustil skupinu, bylo hned několik. Coxon cítil ve skupině napětí a uvědomil si, že si potřebuje od skupiny na nějaký čas odpočinout. Další věcí byl strach z alkoholu. Coxon se v minulosti několikrát léčil ze závislosti na alkohol a tak měl strach, že s novým albem přijdou koncertní turné a s turné přijde alkohol. Dalším pravděpodobným důvodem byla chuť pracovat na svém sólovém projektu, který se stával více a více úspěšným. Po odchodu Coxona se Albarn ujal kytary. Po vydání alba v roce 2003, které obsahuje jednu skrytou píseň Me, White Noise, se Blur bez Coxona vydali na turné. Coxona na turné nahradil Simon Tong, kytarista ze skupiny The Verve. Po turné se zbývající členové rozutekli ke svým projektům a po dohodě se skupina ještě téhož roku rozpadla.

### Nový začátek: 2008-současnost
V prosinci roku 2008 Albarn uvedl, že se všichni členové Blur dají znovu dohromady a že příští rok zahrají velký koncert v Londýně, konkrétně 3. července 2009 v Hyde Parku. Lístky byly vyprodány během 2 minut. Koncert obsahoval celkem 26 písní z celého spektra Blur a byl více než úspěšný. V lednu 2010 byl vydán dokumentární film, který dokumentoval celou dobu před vznikem Blur až do koncertu v Hyde Parku, navíc obsahoval záznam koncertu. V dubnu 2010 Blur vydali vinylový singl s názvem Fool's Day, byla to první nahrávka od roku 2003.
V lednu 2011 Coxon podlehl nátlaku otázek ohledně nahrávání nového alba a oznámil, že album se začne v nejbližší době nahrávat, avšak Albarn toto tvrzení odmítl s tím, že je to v této chvíli nepravděpodobné.
19. února 2012 Coxon a Albarn zahráli novou písničku s názvem Under the Westway. 21. února Blur získali ocenění za mimořádné přispění k hudbě (Outstanding Contribution to Music) na BRIT Awards, kde zahráli 5 písní - Girls and Boys, Song 2, Parklife, Tender a This is a Low. Na předávání se stal neslavný incident zpěvačky Adele, jejího prostředníčku a Blur.
2. července 2012 Blur zahráli na střeše jejich nahrávacího studia v západním Londýně jejich dvě nové písně z nadcházejícího singlu Under The Westway, Under The Westway a The Puritan. Koncert byl za deštivého počasí vysílán online na oficiálních stránkách skupiny. Sedmi palcový single Under The Westway bude vydán 6. srpna.
K výročí 21 let skupiny Blur byla 30. července vydána speciální edice všech dosavadních projektů Blur. Edice obsahovala remasterovaná alba, nevydané, raritní a bonusové materiály, záznamy z koncertů, soukromé videozáznamy a dosud nevydaný single Superman z roku 1989, kdy skupina ještě vystupovala pod názvem Seymour.
Blur zahráli 12. srpna New Order a The Specials na uzavíracím programu letní olympiády v Londýně.
V roce 2013 odehráli Blur mnoho koncertů. Hráli např. v Rusku, Nizozemí, Belgii, Brazílii, Chile, Argentině, Uruguay, Peru, a v USA na Coachella festivalu.
Po zrušeném koncertě od pořadatelů na Tchaj-wanu a v Japonsku, měla skupina volný týden v Hongkongu, který strávila snahou o nahrání nových nahrávek.

## Diskografie

### Alba
- 1991 Leisure
- 1993 Modern Life Is Rubbish
- 1994 Parklife
- 1995 The Great Escape
- 1997 Blur
- 1999 13
- 2003 Think Tank
- 2015 The Magic Whip[1]
- 2023 The Ballad of Darren

### Singly
- 2012 „Under the Westway“